# واين مارتن (لاعب كرة قدم أمريكية)
واين مارتن (بالإنجليزية: Wayne Martin)‏ هو لاعب كرة قدم أمريكية أمريكي، ولد في 26 أكتوبر 1965 في تشيري فالي في الولايات المتحدة.

## وصلات خارجية
- اين مارتن على موقع مرجع كرة القدم المحترفة.كوم (الإنجليزية)